# Chiesa di Santo Stefano (Caen)
La chiesa di Santo Stefano (in francese: église Saint-Étienne) è una chiesa parrocchiale della città francese di Caen, nella regione della Normandia.
Sorta come chiesa abbaziale dell'Abbazia degli uomini, rappresenta un significativo esempio dell'architettura romanica in Europa. Dal 1840 è classificata monumento storico dallo Stato francese.

## Storia
La costruzione dell'abbazia degli Uomini, insieme a quella delle Donne, fu il prezzo di una penitenza inflitta a Guglielmo il Conquistatore da papa Niccolò II. Infatti, al fine di rafforzare i legami tra i due più potenti principati del nord della Francia, Guglielmo decise di sposare la cugina Matilde delle Fiandre, figlia di Baldovino V, conte delle Fiandre, nonostante l'esplicito divieto, a causa dell'eccessiva consanguineità degli sposi, espressa da papa Leone IX durante il concilio di Reims del 1049. Guglielmo ruppe tuttavia il divieto papale sposando la cugina nel 1053, e in cambio del perdono fondò due monasteri benedettini a Caen: l'Abbazia degli uomini, dedicata a Santo Stefano, e l'Abbazia delle donne, dedicata alla Santa Trinità. La costruzione dell'abbazia iniziò nel 1063 sotto la direzione di Lanfranco di Pavia, mentre la realizzazione della chiesa cominciò nel 1065 per essere consacrata nel 1077. La rapidità d'esecuzione si spiega con la recente conquista dell'Inghilterra, e dunque con la conseguente disponibilità finanziaria, ma anche per la presenza nelle vicinanze di cave di pietra a cielo aperto, della cosiddetta pietra di Caen, un calcare giurassico giallo chiaro molto apprezzato come pietra da costruzione in tutta l'area normanna.
Lo stile dell'abbazia, il romanico che si stava diffondendo all'epoca in Europa, risente delle inflessioni provenienti dalla Renania. Le torri della facciata, infatti, hanno un'impostazione affine al Westwerk ottoniano.
In sintesi, la chiesa di Santo Stefano è l'erede delle innovazioni compiute dal 1040 a Notre-Dame di Jumièges ed essa stessa si inscrive nella tradizione carolingia e ottoniana: l'alternanza dei pilastri, i vasti matronei a volta, l'articolazione a doppa travatura, il deambulatorio e il piedicroce a due torri ne sono tutti testimonianza. Tuttavia altri elementi sono totalmente nuovi quali la facciata armonica, la continuità perfetta tra la volta della navata e la facciata, il camminamento che fa tutto il giro dell'edificio e le volte a crociera esapartite. L'influenza di questa abbazia, la cui costruzione coincide con la conquista dell'Inghilterra ad opera dei Normanni, nel 1066 con la Battaglia di Hastings, si fa presente nelle cattedrali di Winchester, in quella di Ely, di Peterborough e di Durham.

### Esterno

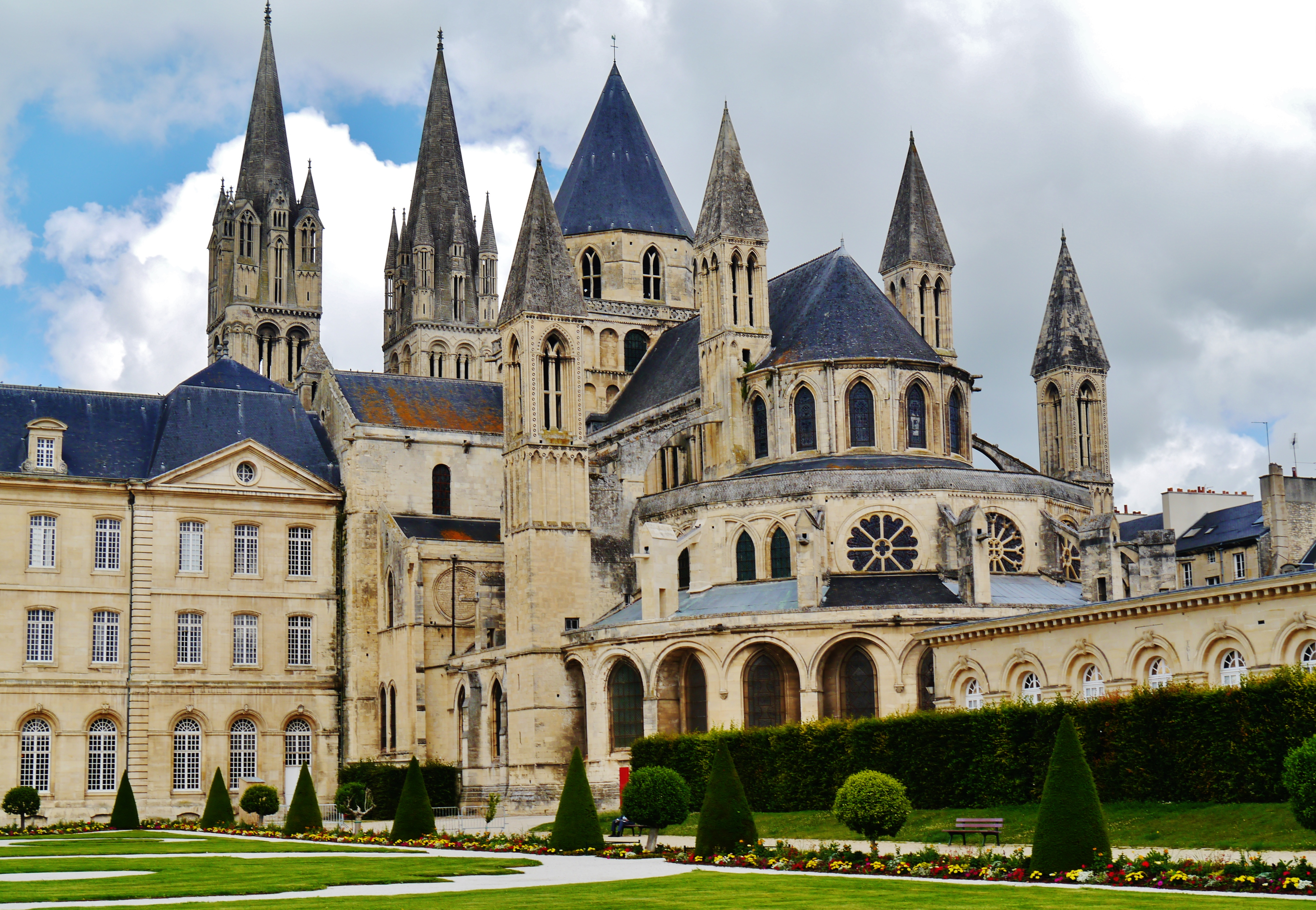
Esterno del capocroce

L'alta facciata della chiesa, che stupisce immediatamente per la sua purezza e il suo rigore, è il primo esempio di una formula chiamata a dominare la costruzione delle più grandi chiese d'Occidente: la cosiddetta facciata armonica normanna o westwerk. Questa consiste in un grande corpo a più piani serrato fra due alte torri "gemelle" poste sulla prima travatura delle navate laterali e allineate a quella principale, in modo da creare una facciata rettilinea.
I tre livelli inferiori della facciata formano un blocco quadrato, contribuendo a dare un aspetto massiccio all'insieme. Tranne che per qualche ornamento geometrico negli archivolti dei tre portali e sul frontone della navata, la nudità di questo blocco è stupefacente: l'impressione d'insieme è dominata dalle linee architettoniche, prima dai quattro massicci contrafforti, che accompagnano lo sguardo dal basso verso l'alto, e poi dai due ordini di cinque grandi finestre con base prolungata da modanature sporgenti.
Le torri si dividono in tre piani di uguale altezza e la cui progressione accentua lo slancio dello sguardo verso il cielo. Il piano inferiore è cieco e conta sette stretti archetti pensili su ogni faccia. Il secondo livello ha più decori ma è meno denso: ogni faccia conta cinque archetti (di cui tre ciechi) separati da alcune semicolonne binate. Il terzo livello è il più aereo e il più riccamente decorato, è infatti dotato di due grandi bifore dagli angoli decorati e con gli archivolti dotati di spesse modanature.
Due flèche gotiche del XIII secolo, dell'altezza di 80 e 82 metri, coronano le due torri romaniche. Esse consistono in due slanciate guglie ottagonali poggiate sul basamento quadrato del terzo livello e ornate da otto pinnacoli: ottagonali per la torre nord e triangolari per quella sud. Le torri risultano dunque leggermente asimmetriche, sebbene tale differenza sia quasi impercettibile restando ai piedi della facciata, e la complessità del decoro è direttamente proporzionale all'altezza.
I muri esterni laterali hanno un andamento relativamente semplice: la parte inferiore è ritmata da una successione di aperture e di larghi contrafforti, il piano superiore, più elaborato, propone una banda continua di ampie aperture in forma di trifore con i due archi laterali ciechi e il centrale aperto da una finestra. Le murature si congiungono a livello dell'abside formando un deambulatorio che iscrive tredici cappelle radiali.
L'abside fu costruita nel XIII secolo da un certo Maestro Guglielmo, la cui sepoltura si trova ai piedi delle murature circolari dell'abside. L'abside e il tiburio vennero ampiamente rimaneggiati nel XVII secolo in seguito al crollo di quest'ultimo. Due coppie di pinnacoli sormontati da guglie, posti ai lati dell'abside e del deambulatorio, ornano la struttura, accentuando la verticalità dell'edificio e donando un aspetto originale come quello che si può ritrovare nella Cattedrale di Bayeux.

### Interno

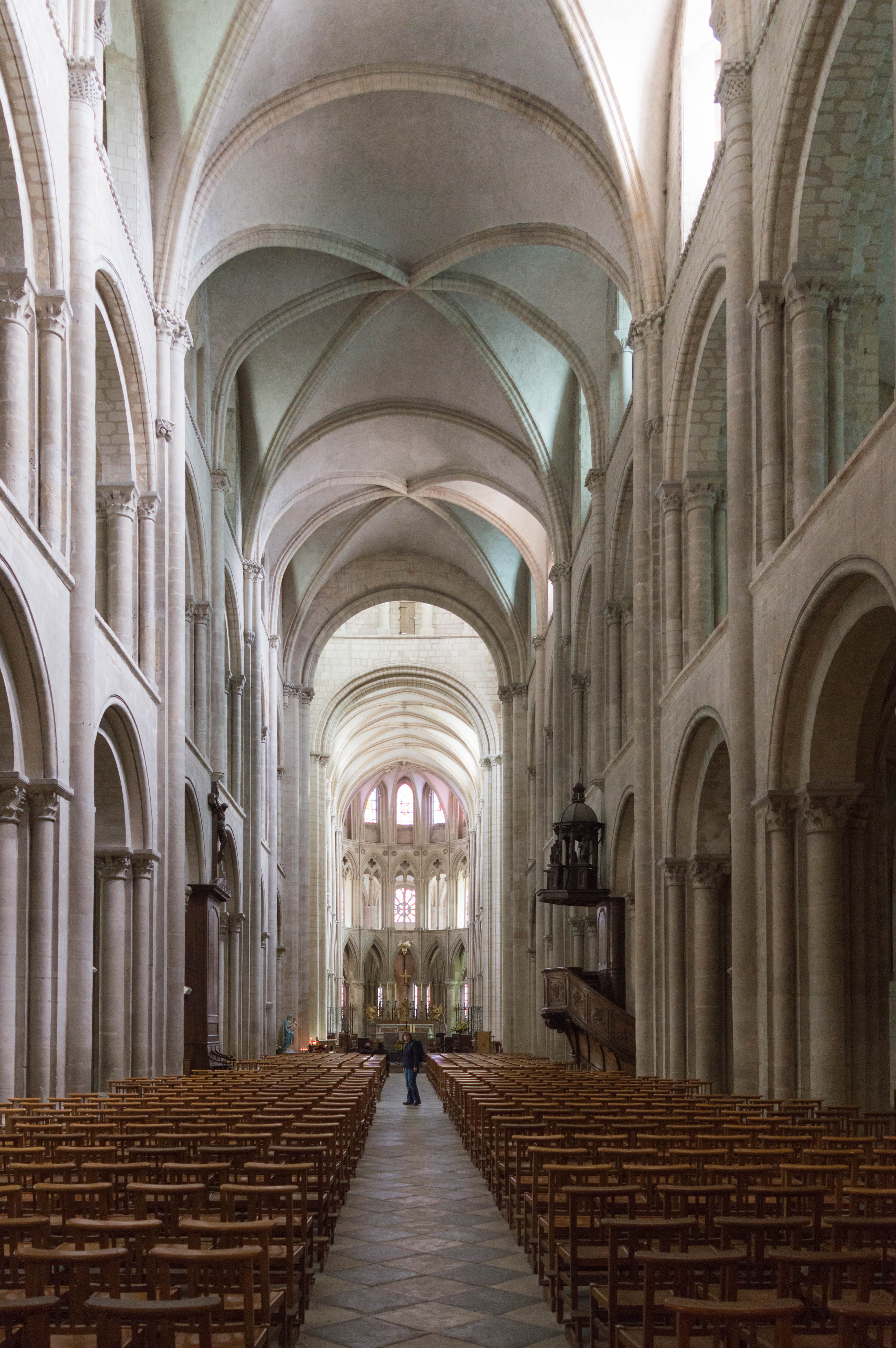
Interno

L'interno è diviso in tre navate su nove campate, la prima delle quali occupata dalla tribuna d'organo. La navata centrale, di 56 metri di lunghezza, costituisce un perfetto esempio dello stile romanico normanno, impostata su tre livelli: le grandi arcate a tutto sesto del pianterreno, quelle del matroneo e il cleristorio. Quest'ultimo presenta una caratteristica alquanto insolita, infatti le monofore, poste al centro di ogni campata, sono accompagnate da un solo arco a tutto sesto per lato, se ne ritrova il corrispondente simmetrico nella campata successiva. Soluzione indispensabile per la scelta architetturale delle volte a crociera esapartite, che sviluppandosi su un modulo di due campate, poggiano in alternanza uno o tre costoloni sui pilastri a fascio, quindi ogni campata risulta binata all'altra con la conseguente perdita dello spazio necessario alla simmetria nel livello superiore. Le volte ogivali furono elevate nel 1115 in sostituzione della volte a botte lignea precedente, saranno le prime in Europa dopo quelle dell'abbaziale di Lessay e della Cattedrale di Durham, erette intorno al 1100. Di volte ogivali sono dotate anche le navate laterali, mentre i matronei presentano volte a botte in muratura.
Il transetto absidato supporta sulla crociera il tiburio o lanterna chiuso da una volta a crociera ottopartita.
Il coro dell'abbaziale di Santo Stefano è stato il primo edificio ad essere eretto dopo l'annessione della Normandia al Regno di Francia nel 1204. Ne è testimone la timida introduzione dello stile gotico nella regione e della resistenza dei canoni normanni. La decorazione con piccoli rosoni, quadrilobi e trilobi è tipicamente normanna.
Uno jubé separava il coro dalla navata. Ricostruito nel 1724, venne definitivamente distrutto dalla Rivoluzione francese.

#### Tomba di Guglielmo il Conquistatore

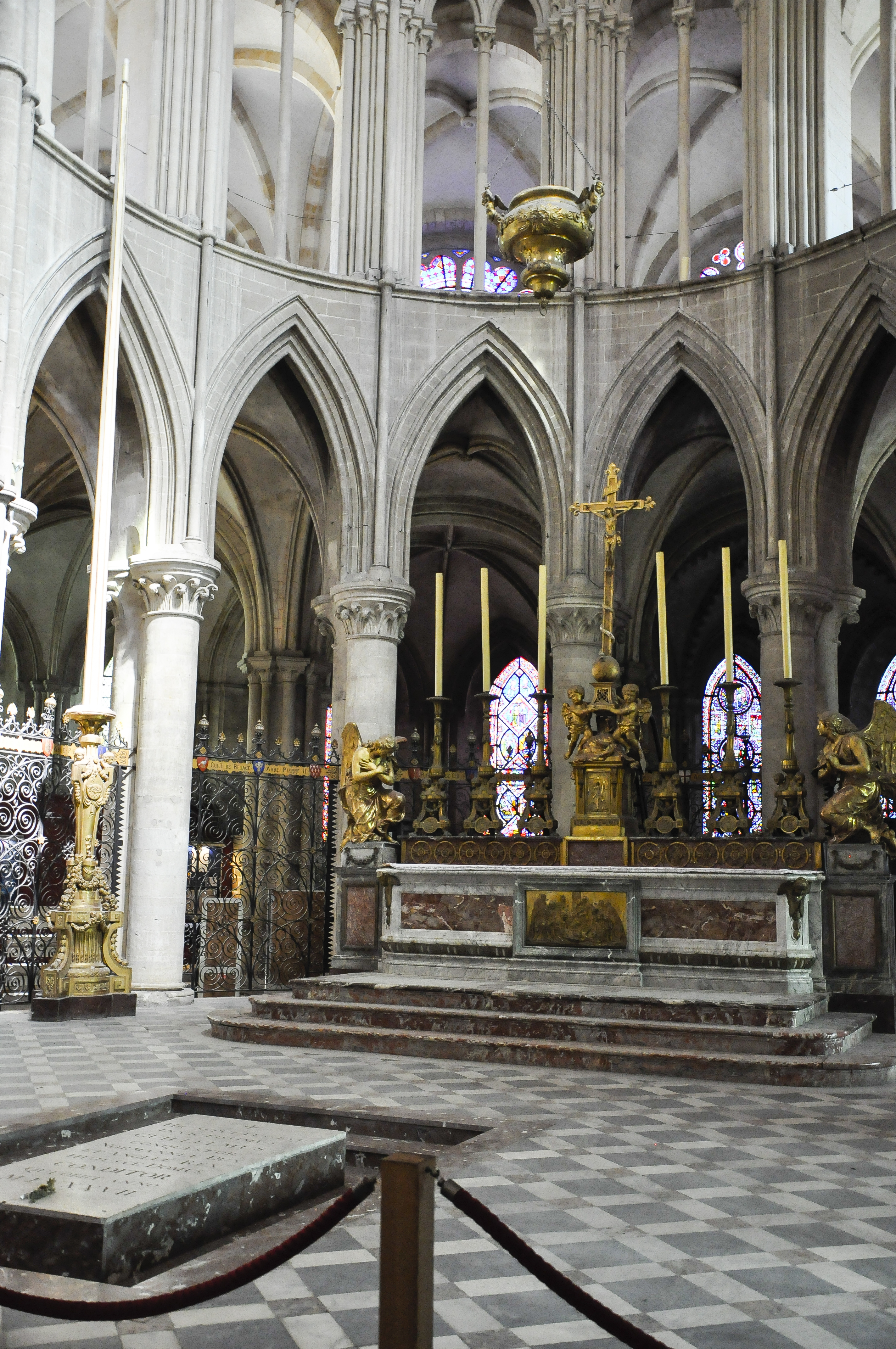
Abside e tomba di Guglielmo il Conquistatore

Al centro della chiesa era la tomba di Guglielmo il Conquistatore (morto il 9 settembre 1087), probabilmente sotto il tiburio. Dopo le profanazioni da parte dei protestanti nel 1562 e 1563, con la Rivoluzione francese la pietra tombale viene nuovamente distrutta. Nel 1802 i monaci decisero di sostituire il monumento funebre con la lapide attuale, posta al centro del coro, su cui è incisa l'iscrizione latina:
INVICTISSIMUS
GUILLELMUS
CONQUESTOR
NORMANNIÆ DUX
ET ANGLIÆ REX
HUJUSCE DOMUS
CONDITOR
QUI OBIIT Anno MLXXXVII»
(Iscrizione sulla tomba di Guglielmo il Conquistatore)

### Organi a canne

#### Organo maggiore

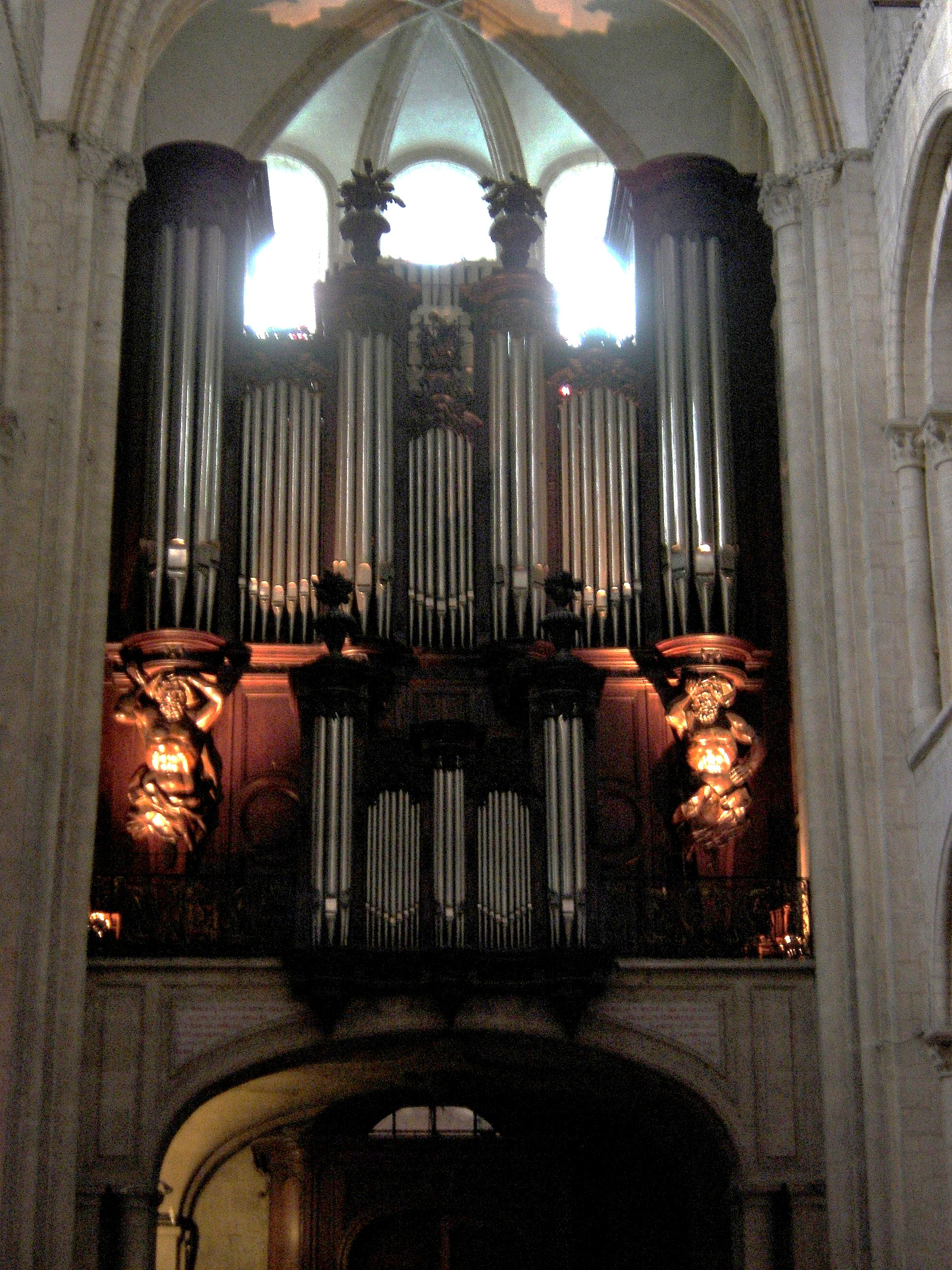
L'organo maggiore

Le prime testimonianze certe dell'esistenza di un organo nella chiesa di Santo Stefano risalgono al XV secolo, tuttavia lo strumento originale fu distrutto durante le rivolte degli Ugonotti del 1562 e del 1563. Fu necessario attendere più di due secoli affinché i monaci decidessero di affidarne la ricostruzione a Louis Lefebvre (1708-1754), appartenente ad una reputata famiglia di organari normanni. Nel 1737 Lefebvre portò a termine la costruzione dello strumento, mentre la cassa monumentale (buffet), opera del Maestro Gouy di Rouen, fu posata nel 1741. La cassa, sorretta da due atlanti, è quella che si può ancora oggi, e la sua struttura particolarmente austera si armonizza perfettamente con l'architettura romanica dell'edificio. Lo strumento era un capolavoro ingegneristico per l'epoca: un||16' piedi dotato di 60 registri, cinque tastiere manuali ed un pedale; a lungo considerato il secondo di Francia, per i suoi importanti miglioramenti a livello della qualità del suono, contribuì all'evoluzione tecnica di tali strumenti. L'organo ebbe la fortuna di salvarsi dai danni della rivoluzione, tuttavia, nonostante il tentativo di restauro da parte del costruttore Jean Frédéric II Verschneider (1810-1884), diventò inutilizzabile e si dovette pensare ad una completa ricostruzione. Nel 1882 la parrocchia stanziò 70 000 franchi per ingaggiare il più celebre organaro di Francia dell'epoca, Aristide Cavaillé-Coll. Cavaillé-Coll si impegnò a realizzare uno strumento di gran qualità, sfruttando i materiali migliori, le maestranze più esperte e le innovazioni tecniche che nella maggior parte dei casi erano di sua invenzione. Il progetto prevedeva 50 registri alimentati da un mantice azionato da quattro uomini che riforniva una dozzina di serbatoi regolatori antiscosse. Venne inoltre dotato di somieri a doppia condotta, di due macchine pneumatiche per ammorbidire il tocco della tastiera, di numerosi pedali per le combinazioni e soprattutto dei registri armonici, ai quali Cavaillé-Coll doveva la sua fama. Lo strumento venne montato nella cassa di Gouy, che era stata conservata visto l'ottimo stato di conservazione (all'epoca venne valutata 60 000 franchi, ovvero quasi lo stesso valore dell'onorario di Cavaillé-Coll).
L'organo venne inaugurato il 3 marzo 1885 da Alexandre Guilmant e ancora oggi è considerato, dopo l'immenso strumento della Chiesa di Saint-Sulpice di Parigi e con quelli di Saint Sernin a Tolosa e Saint-Ouen a Rouen, tra i capolavori del celebre costruttore e tra i più importanti di tutto il XIX secolo francese.
Di seguito, alcuni dati tecnici dell'organo:
| Parametro                                           | Misura                                                                                     |
| --------------------------------------------------- | ------------------------------------------------------------------------------------------ |
| Altezza della cassa                                 | 13,5 metri                                                                                 |
| Numero di canne                                     | 3418, di cui 3166 in metallo (stagno o lega stagno/piombo) e 252 in legno (rovere o abete) |
| Somma della lunghezza delle trasmissioni meccaniche | 2000 metri circa                                                                           |
| Macchine Barker                                     | 112                                                                                        |
| Aria fornita dal mantice principale                 | 38000 litri al minuti                                                                      |
| Riserva d'aria                                      | 15000 litri                                                                                |
| Volume del somiere del terzo manuale                | 37 metri cubi                                                                              |

#### Organo del coro
Nel coro si trova un secondo organo a canne, realizzato nel 1991 da Jean-François Dupont. A trasmissione integralmente meccanica, dispone di 16 registri. Esso è racchiuso integralmente entro una cassa lignea in stile contemporaneo, al centro della cui parete anteriore si apre la consolle a finestra, dotata quest'ultima di due tastiere e pedaliera.